# 채프먼 스틱

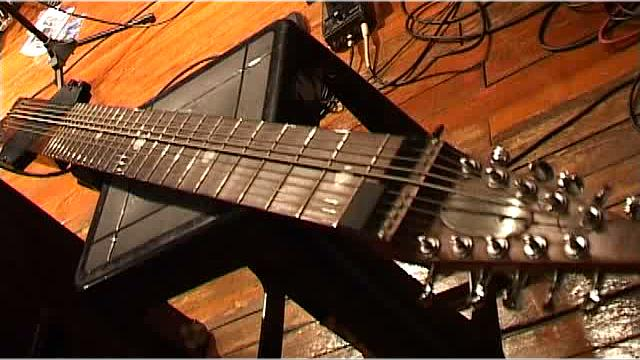
채프먼 스틱

채프먼 스틱(영어: Chapman Stick)은 1970년대 초반에 미국의 에밋 채프먼에 의해 발명된 전기 악기이다.

## 국내연주자
- 키이스 킴 (Keith K Kim) - 대한민국 최초의 채프먼 스틱 연주자이자 기타리스트.